# Louisburg (Carolina del Norte)
Louisburg es un pueblo ubicado en el condado de Franklin en el estado estadounidense de Carolina del Norte. Es sede del condado de Franklin. La localidad en el año 2000, tenía una población de 3711 habitantes en una superficie de 6.1 km², con una densidad poblacional de 512.4 personas por km². Está situado en el curso alto del río Tar/Pamlico.

## Geografía
Louisburg se encuentra ubicado en las coordenadas 36°06′01″N 78°17′56″O / 36.100413, -78.299009. Según la Oficina del Censo, la localidad tiene un área total de 6,1 km² (2,4 mi²), de la cual 6,1 km² (2,4 mi²) es tierra y 0 km² (0 mi²) (0.0%) es agua.

### Localidades adyacentes
El siguiente diagrama muestra a las localidades en un radio de 20 kilómetros (12,4 mi) de Louisburg.

## Demografía
En el 2000 la renta per cápita promedia del hogar era de $29.755, y el ingreso promedio para una familia era de $41.563. El ingreso per cápita para la localidad era de $17.918. En 2000 los hombres tenían un ingreso per cápita de $30.417 contra $24.018 para las mujeres. Alrededor del 20.10% de la población estaba bajo el umbral de pobreza nacional.